# Lepidocephalichthys tomaculum
Lepidocephalichthys tomaculum es una especie de peces de la familia Cobitidae en el orden de los Cypriniformes.

## Hábitat
Vive en zonas de clima tropical.

## Distribución geográfica
Se encuentran en Asia.